# Altezza reale
La designazione di sua altezza reale (abbreviato al singolare come S.A.R. e, al plurale, loro altezze reali, abbreviato in LL.AA.RR.) è il trattamento posto prima del nome di alcuni membri di famiglie reali, solitamente scritto con maiuscole di cortesia.
Tranne che ad altezza imperiale, dovuto ai membri di una casa imperiale, è superiore a tutti gli altri trattamenti (come altezza granducale, altezza, altezza serenissima, etc).
È dovuto ai familiari di una Casa Reale, come i figli di un Re Sovrano, nonché ai Membri ereditari di una Casa Reale ex Regnante.

## Regno Unito
Nella monarchia britannica il trattamento di altezza reale è associato al titolo di principe (pur con eccezioni, anche vistose: Filippo di Edimburgo divenne altezza reale nel 1947, ma ebbe il titolo principesco solo dieci anni dopo, nel 1957. Oppure come nel caso di Diana che, dopo il divorzio, rimase principessa ma senza associazione al trattamento di SAR (pur rimanendo membro ufficiale della famiglia reale) e a qualsiasi altro titolo portato da un membro della famiglia reale.
Questo assume rilievo quando il sovrano concede a un congiunto un titolo non principesco: il trattamento di altezza reale permette subito di comprenderne la posizione sociale. 
Sia lady Louise Windsor sia suo fratello James Windsor, conte di Wessex, figli di Edoardo, duca di Edimburgo, hanno per nascita diritto al trattamento di altezze reali, ma fu stabilito al momento delle nozze del duca (che all'epoca aveva il titolo di conte) che avrebbero ricevuto il trattamento stabilito ai figli di un conte e non quello a loro legalmente spettante. Le figlie del duca di York, Beatrice ed Eugenia, sono "Altezze Reali".
Nel Regno Unito le lettere patenti del 21 agosto 1996 hanno stabilito quale trattamento spetti agli sposi di un membro della famiglia reale quando il matrimonio termina per un divorzio. Per questo motivo Diana Spencer, che era "Sua Altezza Reale la principessa di Galles", dopo il divorzio, divenne semplicemente "Diana, principessa di Galles".

## Italia
Nel Regno d'Italia designazione e trattamento di altezza reale spettavano di diritto ai figli del re, ai figli del principe ereditario e alla principessa moglie del principe ereditario. I nipoti collaterali del re, cioè figli di un fratello del principe ereditario, avevano invece il trattamento di altezza serenissima e la qualità di principi del sangue. Designazione e trattamento di altezza reale, comunque, potevano essere concessi dal re anche come cortesia verso persone che non rientravano fra le categorie suddette, come, ad esempio, ai principi del ramo Savoia-Genova (che, nonostante avrebbero dovuto essere altezze serenissime, erano altezze reali).
Il trattamento di altezza reale fu concesso anche ai granduchi di Toscana della casa sovrana dei Medici, quando Cosimo III, non riuscendo ad avere il titolo reale, riuscì a farsi riconoscere dall'imperatore quello di altezza reale. Con la venuta dei Lorena il granduca Francesco Stefano ebbe il trattamento di Altezza Reale fino alla sua elezione a Imperatore del Sacro Romano Impero: da quel momento il granduca Francesco I fu Sua Maestà (S.M.I.) l'Imperatore e Granduca. Il suo secondogenito, Pietro Leopoldo (nato dal matrimonio di Francesco Stefano con Maria Teresa d'Asburgo, ultima rappresentante del vecchio ramo asburgico ed erede dei possedimenti ereditari degli Asburgo), divenuto granduca, nel 1765, continuò ad avere il trattamento e il rango di Altezza Reale (S.A.R.), come tutti gli arciduchi della casa d'Austria. Così fu anche per il figlio di questi, Ferdinando III, fino al 1800.
Quando tornò a essere Granduca - dopo la restaurazione del 1814 - Ferdinando III, come tutti gli arciduchi di Casa d'Austria, aveva assunto il rango e il trattamento di Altezza Imperiale e Reale (S.A.I.R.) in conseguenza del fatto che il titolo imperiale, dal 1804, era diventato ereditario (Impero d'Austria) in vista della scomparsa del Sacro Romano Impero elettivo (1806).